# Korvelse kerk

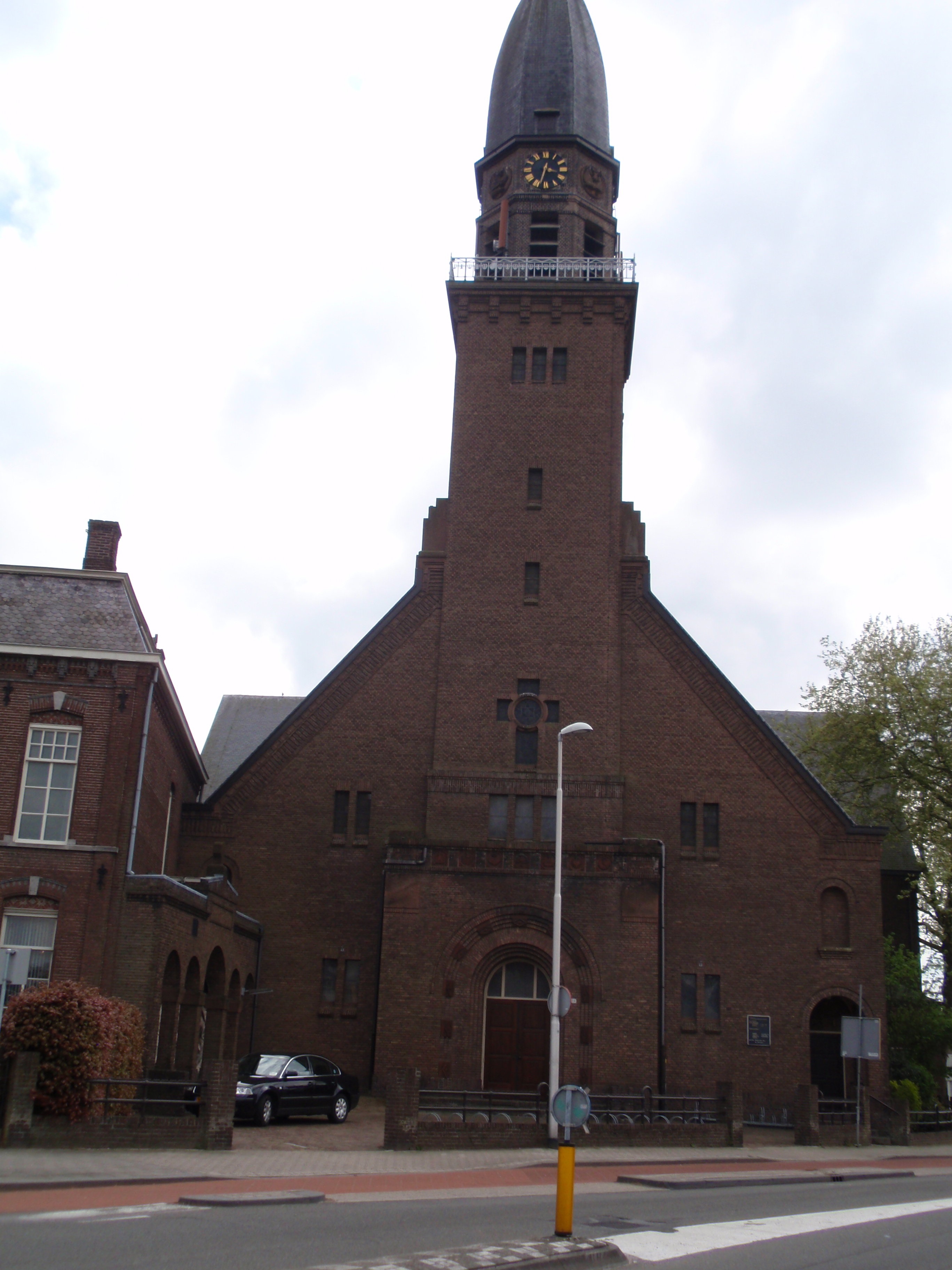

De Korvelse kerk, officieel de Sint Dionysius- en Antonius van Paduakerk, is een kerkgebouw aan het Korvelplein 182 te Tilburg. Ze is gewijd aan de heilige Antonius van Padua en aan de patroonheilige van Tilburg, Dionysius van Parijs. De kerk is recent getransformeerd tot gezondheidscentrum.
In 1850 werd de Korvelse parochie afgesplitst van de Heikese parochie en werd daarmee de derde Tilburgse parochie. De eerste kerk op deze plaats werd gebouwd in 1852 door Hendrik Jacobus van Tulder en stond midden op het plein. Pas in 1856 werd het voorfront toegevoegd. De kerk was in neoclassicistische stijl. In 1884 werd gasverlichting aangelegd en de kruiswegstaties van Hendrik van der Geld werden in 1892 toegevoegd. Deze vervaardigde ook de beelden van de biechtstoelen, boetvaardige heiligen voorstellende.
De kerk werd echter in 1924 vervangen door de huidige Antonius van Paduakerk, ontworpen door Eduard Cuypers, aan de zuidkant van het plein. Dit was nodig omdat de oorspronkelijke kerk te klein was geworden. De nieuwe kerk heeft zowel neoromaanse als expressionistische kenmerken en wordt bekroond door een toren met paraboolvormige spits. Het interieur is ruim en helder en bevat, naast het reeds genoemde werk van Van der Geld, een mozaïek, alsmede muurschilderingen en glas-in-loodramen uit het Atelier van August Hermans uit Roermond.

## Devotie
De oude kerk heeft nog een bijzondere Mariadevotie gekend die betrekking had op de verschijning van Maria die in 1846 plaatsgevonden zou hebben in La Salette. In 1854 werd een broederschap opgericht, Celle qui pleure genaamd, en er werd water van La Salette verstrekt dat naar verluidt zeer geneeskrachtige eigenschappen zou bezitten.

## Wijdingen
De Korvelse kerk is een van de drie kerken in Tilburg die gewijd was aan Antonius van Padua. De andere zijn de Hoefstraatkerk, die sinds 2001 buiten gebruik is, en de kerk van de Emmausparochie aan de Groenlostraat in de Reeshof. Ook aan Dyonisius van Parijs zijn nog twee Tilburgse kerken gewijd: de Heikese kerk en de Goirkese kerk.